# SC Max Euwe
SC Max Euwe, pełna nazwa Schaakclub Max Euwe – holenderski klub szachowy z siedzibą w Amsterdamie, mistrz kraju z 1951 roku.

## Historia

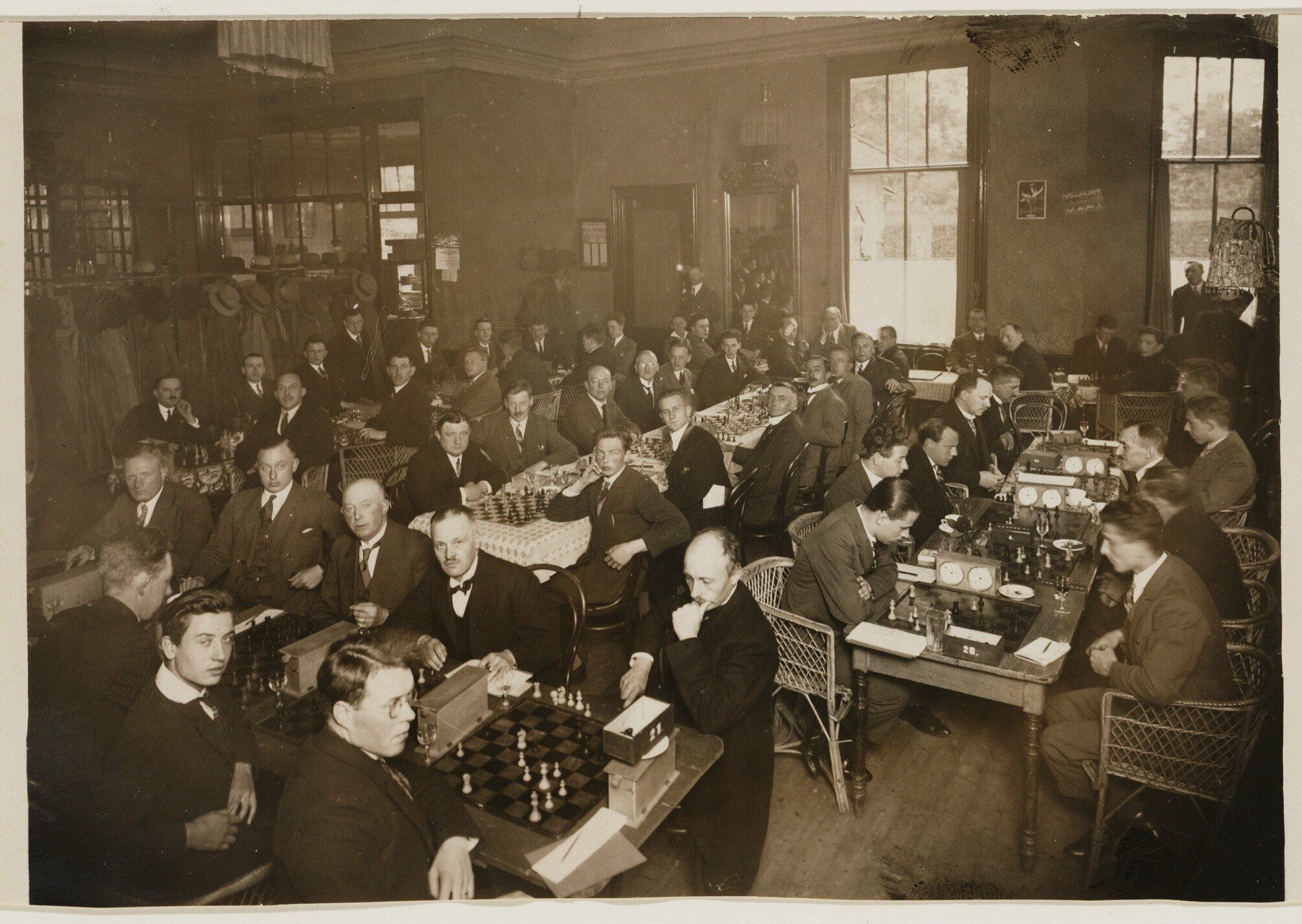
Spotkanie szachistów Tavenu i SC Max Euwe w 1927 roku

Klub powstał w listopadzie 1922 roku. Pierwotnie był klubem robotniczym. W 1938 roku z okazji 15-lecia klubu zorganizowano turniej, który wygrali Rudolf Spielmann i Salo Landau. W sezonie 1950/1951 SC Max Euwe zdobył mistrzostwo Holandii. W 1961 roku klub połączył się z SC Morphy, tworząc fuzyjny klub pod nazwą MEMO.